# 范朝燈故居
24°48′17″N 121°07′46″E / 24.804733°N 121.129485°E
范朝燈故居，是位於臺灣新竹縣關西鎮南和里的園邸，主建物為有「十子十登科」之稱的范朝燈在1930年建立的高平堂，列新竹縣定古蹟。

## 建物
范朝燈故居，位在關西鎮范屋公廳餘慶室附近，佔地三甲半。大門石柱刻著「高山綠水智仁同樂，平地青雲氣象超然」。

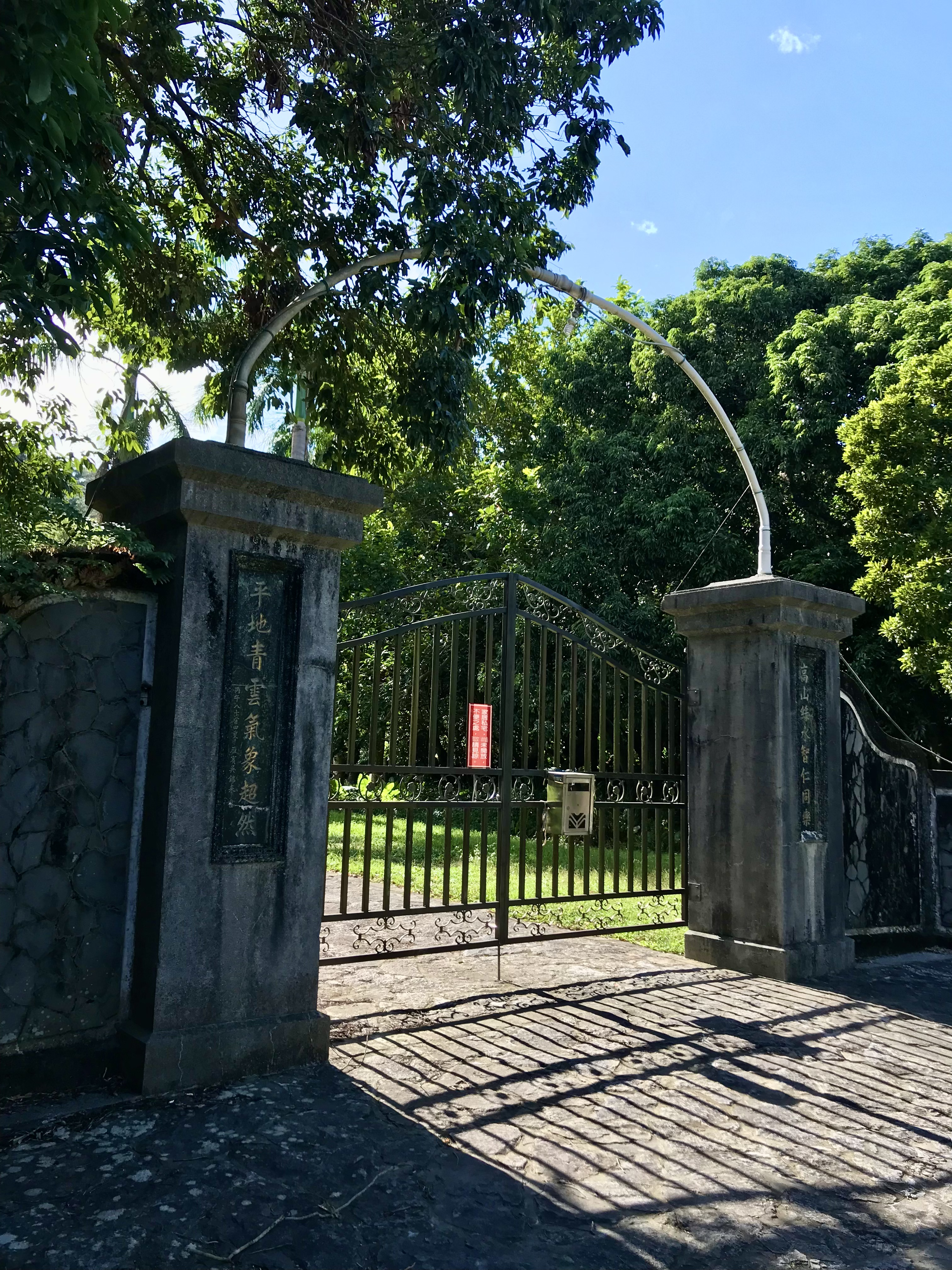
大門

從大門進去的涵碧橋左側，是有假山、涼亭、池塘的庭園。此庭園與橋，為1936年時由日本建築師保坂氏設計。據范朝燈第五子范光銘表示，涵碧橋是保坂氏參考日本東京二重橋、而庭園是參考台灣總督府花園。該處曾為《梅花》、《魯冰花》等電影、電視劇作的場景。庭院的二宮尊德石像，原是范朝燈捐給關西鎮坪林國民小學，日本戰敗後由范朝燈撿回，以勉子女勤學。
宅邸前半部分、與左右橫屋，同為1930年時建的高平堂，落成之時恰好為范光銘出生之日。此堂建造時就預留後堂構建空間，以實現范朝燈呈現作四合院格局的計畫。匾額有1956年考選部長史尚寬所贈的「燕山媲美」，以讚美范朝燈教子如竇燕山。1997年3月30日，范光銘三位博士、二位碩士、五位學士兒子團聚在此，為十五年前去世的父親范朝燈召開《十子十登科的父親范朝燈》傳記發表會。

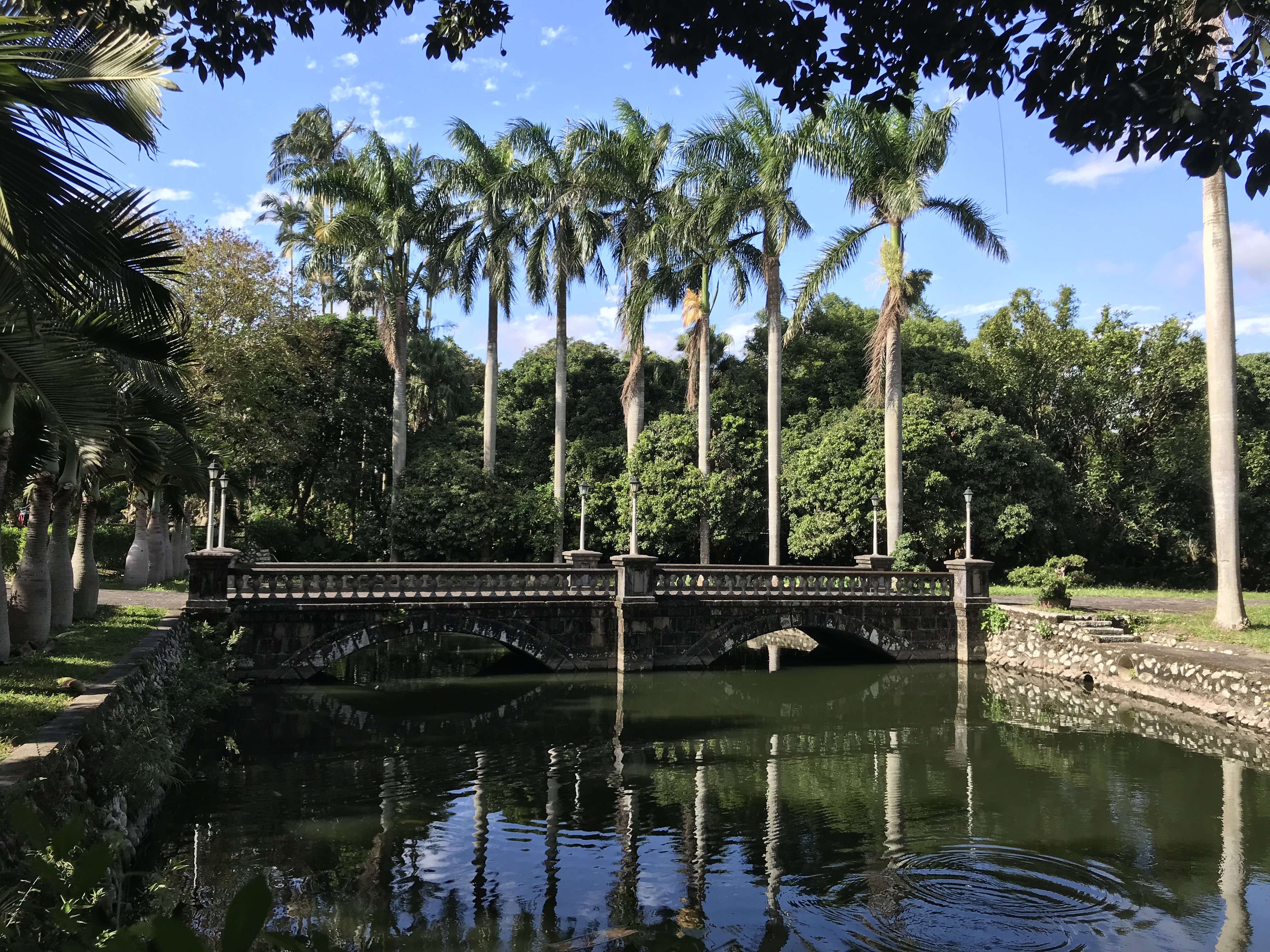
涵碧橋與半月池

後堂的二層樓房，則供范朝燈子女居住之用，二樓四間給較長的兒子，一樓六間供年幼的兒子。范朝燈除長女范素菊為元配劉玉英所生外，與二房陳對妹生有范光霂、范光宇、范光宙、范光遠、范翠霞、范光銘、范光煥、范光燿、范光棣、范光群、范光兆。但此堂完成前，范朝燈就去世。自父親去世後，十人簽署一份備忘錄，第一條就是永不分家。
高平堂背後，為1926年建的范氏佳城。子女為葬在此的父親范朝燈，特地找了共有十枝樹幹的茄苳樹移植，並稱是「十子登科樹」。除第七子范光燿在美國過世外，其他九位兒子都接受父親庭訓，陸續返回老家在父親墓園旁建屋養老。如長子范光霂在老家養鬥雞而聞名，2010年夏在附近別墅度假時過世。

## 文保
范光群接續擔任行政院客委會主委後，他父親教子有方成為地方人士茶餘飯後的佳話，引起人們對范朝燈故居的興趣。日後范光群主動將園邸的高平堂、半月池、涵碧橋申請為古蹟，由新竹縣政府招文化資產審議會在2022年5月30日通過。